# Ctenogobiops maculosus
Ctenogobiops maculosus là một loài cá biển thuộc chi Ctenogobiops trong họ Cá bống trắng. Loài cá này được mô tả lần đầu tiên vào năm 1955.

## Từ nguyên
Tính từ định danh maculosus trong tiếng Latinh nghĩa là “lốm đốm”, hàm ý đề cập đến các hàng đốm nâu trên khắp cơ thể của loài cá này.

## Phân bố và môi trường sống
C. maculosus thực sự có phân bố giới hạn ở biển Đỏ. Những ghi nhận của loài này ở khu vực Ấn Độ Dương - Thái Bình Dương đều chỉ đến Ctenogobiops crocineus. 

## Mô tả

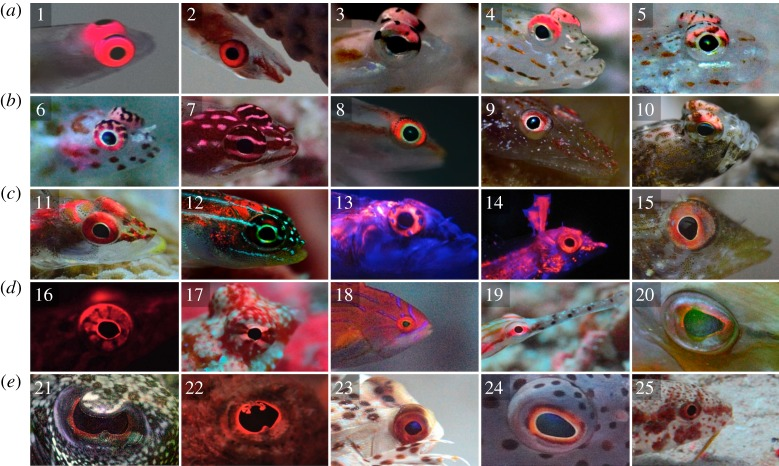
Mắt của C. maculosus phát huỳnh quang đỏ (hình 4)

Chiều dài cơ thể lớn nhất được ghi nhận ở C. maculosus là 6,7 cm. Loài này có 4 hàng đốm nâu sẫm trên thân, 3 hàng trên cùng có các vạch ngắn xen kẽ các đốm nhỏ, hàng dưới cùng có 7–8 đốm tròn hoặc bầu dục. Phía sau hốc mắt có 4 hàng vạch/đốm xiên. Mõm có một vệt màu nâu sẫm hình chữ V. Phần bụng có các vạch dọc màu vàng. Phần trên của gốc vây ngực có đốm trắng, một đốm trắng lớn hơn ở sát gốc vây.
Số gai vây lưng: 7; Số tia vây lưng: 11; Số gai vây hậu môn: 1; Số tia vây hậu môn: 11; Số gai vây bụng: 1; Số tia vây bụng: 5; Số tia vây ngực: 18–19.

## Sinh thái
C. maculosus có khả năng tự tạo ra huỳnh quang đỏ ở mắt.